# Cultus Lake Provincial Park
Der Cultus Lake Provincial Park ist ein 2729 Hektar (ha) großer Provincial Park im Süden der kanadischen Provinz British Columbia. Der Park liegt etwa 16 Kilometer südlich von Chilliwack im Fraser Valley Regional District.

## Anlage
Der Park liegt zum größten Teil am südöstlichen Ufer des Cultus Lake und wird nach Osten durch die Flanken eines Höhenzuges sowie den Grenzen eines anderen Schutzgebietes (Liumchen Ecological Reserve) begrenzt. In diesem Teil liegt auch die gesamte touristische Infrastruktur des Parks. Ein kleinerer Teil des Parks liegt am nordwestlichen Ufer des Sees. Dieser Teil ist jedoch nicht touristisch erschlossen. Die Fläche des Parks bildet keinen zusammenhängenden Bereich, da am nördlichen und südlichen Ufer des Sees kleine Ansiedlungen liegen und diese nicht zum Park gehören.
Bei dem Park handelt es sich um ein Schutzgebiet der Kategorie II (Nationalpark).
Mit 894.180 Besuchern (Personentagen) in der Saison 2023/2024, die von April bis März geht, gehörte er zur Gruppe der zehn am meisten besuchten Parks der Provinz.

## Geschichte
Der Park wurde im Jahr 1948 eingerichtet und gehört damit zu den ältesten der Provincial Parks in British Columbia. Bei seiner Einrichtung hatte er eine Größe von rund 1000 ha. Im Laufe der Zeit wurden die Parkgrenzen mehrmals neu festgelegt und der Park wuchs auf zuletzt 2.729 ha.

## Flora und Fauna
Innerhalb des Ökosystems von British Columbia liegt der Park am Übergang von der Coastal Western Hemlock Zone zur Coastal Douglas-fir Zone. Diese biogeoklimatischen Zonen zeichnen sich durch ein ähnliches Klima sowie gleiche oder ähnliche biologische sowie geologische Voraussetzungen aus. Daraus resultiert in denselben Zonen dann ein sehr ähnlicher Bestand an Pflanzen und Tieren.
Der Park ist hauptsächlich mit Sekundärwald aus Gewöhnlichen Douglasien bewaldet. Im Park finden sich jedoch auch Küsten-Tannen, Riesen-Lebensbäumen, Küsten-Kiefern, Westlichen Weymouth-Kiefern, Rot-Erle, Oregon-Ahorn und anderen Bäumen. Der Unterwuchs ist küstentypisch. Es finden sich unter anderem die Shallon-Scheinbeere, Wald-Schaumspieren, Moosglöckchen und dem Schwertfarn, einer Schildfarn-Art.

## Aktivitäten
Der Park verfügt über mehrere Campingplätze mit mehr als 300 Stellplätzen für Zelte und Wohnmobile. Außerdem gehören mehrere Gruppenzeltplätze zum Park.